# Ga Nhổn
Ga Nhổn là một trong những nhà ga tàu điện của Tuyến số 3: Nhổn – Ga Hà Nội, nằm trên đường Cầu Diễn, phường Minh Khai, quận Bắc Từ Liêm, Hà Nội.

## Lịch sử
- 8 tháng 8 năm 2024: Vận hành đoạn trên cao Tuyến số 3: Nhổn – Ga Hà Nội đoạn từ Ga Nhổn ~ Ga Cầu Giấy[2]

## Hình ảnh

Tầng bán vé của ga Nhổn

## Cấu trúc

### Bố trí ga

#### Tuyến số 3
| 2F Tầng ke ga                   | Ke ga bên, cửa sẽ mở ở bên phải             | Ke ga bên, cửa sẽ mở ở bên phải                                         |
| Ke ga 2                         | T3 Tuyến 3 Hành khách xuống tại ga này      |                                                                         |
| Ke ga 1                         | T3 Tuyến 3 đi Minh Khai (Hướng đi Hà Nội) → |                                                                         |
| Ke ga bên, cửa sẽ mở ở bên trái |                                             |                                                                         |
| 1F Tầng trung chuyển            | Tầng 1                                      | Khu bán vé, khu thương mại, khu kỹ thuật, lối lên xuống và cổng soát vé |
| G                               | Mặt đất                                     | Lối lên xuống                                                           |

## Xung quanh nhà ga
- Trường Đại học Công nghiệp Hà Nội